# Puccinia eylesii
Puccinia eylesii ist eine Ständerpilzart aus der Ordnung der Rostpilze (Pucciniales). Der Pilz ist ein Endoparasit von Aristida-Arten. Symptome des Befalls durch die Art sind Rostflecken und Pusteln auf den Blattoberflächen der Wirtspflanzen. Sie ist im südlichen Afrika verbreitet.

## Merkmale

### Makroskopische Merkmale
Puccinia eylesii ist mit bloßem Auge nur anhand der auf der Oberfläche des Wirtes hervortretenden Sporenlager zu erkennen. Sie wachsen in Nestern, die als gelbliche bis braune Flecken und Pusteln auf den Blattoberflächen erscheinen.

### Mikroskopische Merkmale
Das Myzel von Puccinia eylesii wächst wie bei allen Puccinia-Arten interzellulär und bildet Saugfäden, die in das Speichergewebe des Wirtes wachsen. Aecien oder Spermogonien der Art sind nicht bekannt. Die gelbbraunen Uredien des Pilzes wachsen oberseitig auf den Blattoberflächen der Wirtspflanze. Ihre hell zimtbraunen Uredosporen sind breitellipsoid, 20–24 × 18–20 µm groß und fein stachelwarzig. Die meist oberseitig und auf dem Blütenstand wachsenden Telien sind schwarzbraun, früh unbedeckt und kompakt. Die haselnussbraunen Teliosporen sind zweizellig, meist longitudinal septiert, in der Regel hoch- bis querellipsoid und 30–41 × 32–40 µm groß; ihre Stiele sind hyalin oder gelblich und bis zu 180 µm lang.

## Verbreitung
Das bekannte Verbreitungsgebiet von Puccinia eylesii umfasst Simbabwe und Südafrika.

## Ökologie
Die Wirtspflanzen von Puccinia eylesii sind verschiedene Aristida-Arten. Der Pilz ernährt sich von den im Speichergewebe der Pflanzen vorhandenen Nährstoffen, seine Sporenlager brechen später durch die Blattoberfläche und setzen Sporen frei. Die Art verfügt über einen Entwicklungszyklus, von dem bislang lediglich Telien und Uredien sowie deren Wirt bekannt sind; Spermogonien und Aecien konnten dem Pilz nicht zugeordnet werden.